# Fernando Aldunate Errázuriz
Fernando Aldunate Errázuriz (Santiago, 29 de octubre de 1895-Valparaíso, 14 de abril de 1990) fue un abogado y  político conservador chileno. Se desempeñó como diputado y senador durante varios períodos legislativos consecutivos, así como embajador de Chile ante Argentina durante el segundo gobierno del presidente Carlos Ibáñez del Campo, y ante el Vaticano en el mandato del presidente Jorge Alessandri.

## Familia y estudios
Nació en Santiago de Chile, el 29 de octubre de 1895; hijo del exparlamentario Carlos Aldunate Solar y Pelagia Errázuriz Echaurren. Era hermano del también parlamentario Carlos Aldunate Errázuriz.
Realizó sus estudios primarios y secundarios en el Instituto Nacional, y los superiores en la carrera de derecho en la Universidad de Chile, donde se tituló de abogado en el año 1917 con la tesis Legislación Carbonífera, la cual fue aprobada con distinción.
Se casó el 19 de marzo de 1921, con Sofía Concha Subercaseaux.

## Carrera profesional
Durante sus estudios universitarios fue periodista en el diario La Nación, hasta 1919.
Se especializó en juicios de minas y fue abogado de la Compañía Carbonífera Schwager. Fue también académico, ejerciendo como profesor de derecho en la Pontificia Universidad Católica (PUC) y en la Universidad de Chile. A su vez, también fue consultor y dirigente de varias empresas mineras, e incluso, formó parte de la comisión que redactó el Código de Minería entre 1930 y 1932.
Dentro del área de la educación, fue consejero de la Escuela de Servicio Social.

## Carrera política

### Parlamentario
Militante del Partido Conservador, en las elecciones parlamentarias de 1937, fue elegido como diputado por la 17.ª Agrupación Departamental (correspondiente a los departamentos de Talcahuano, Tomé, Concepción y Yumbel), por el periodo legislativo 1937-1941. En las elecciones parlamentarias de 1941, obtuvo la reelección como diputado por la misma zona, por el periodo 1941-1945.
Seguidamente, en las elecciones parlamentarias de 1945, elegido como senador por la 7ª Agrupación Provincial (correspondiente a las provincias de Ñuble, Concepción y Arauco, por el periodo 1945-1953.

#### Labor parlamentaria
Durante su paso por ambas cámaras del Congreso Nacional, perteneció a las siguientes comisiones parlamentarias: Hacienda (1939-1940), (1944-1945), (1945-1946), (1947), (1949), (1951-1952); Constitución, Legislación y Justicia (1937-1938), (1947), (1949-1950), (1951 y 1953); Comisión Mixta para la fusión de las cajas de Crédito Minero y Fomento Carbonero (1937-1938); Trabajo y Previsión Social (1945-1946); Policía Interior (1945 y 1952); Comisión Mixta de Presupuestos (1945-1946, 1947, 1948, 1949, 1951, 1952); Educación Pública (1946-1947); Minería (1948-1949); Comisión Mixta para resolver desacuerdos producidos con respecto a insistencias sobre modificación de las leyes 5.931 y 6.245 (1949); Relaciones Exteriores (1949); de Recepción al Presidente de la República al Congreso Pleno (1951); y Defensa Nacional (1953).
De la misma manera, entee las principales mociones presentadas en su período parlamentario, y que posteriormente se convirtieron en ley de la República, están: la ley n° 6 de 1938, sobre «Impuestos a Cajas de Empleados Particulares de Empresas Periodísticas»; la ley n° 6.679, sobre «Caja de Previsión de Empleados Particulares, imponentes damnificados sismo del año 1939, dividendos de obligaciones hipotecarias»; la ley n° 6.857 de 1941, sobre «Pavimentación camino Departamento de Loncomilla»; la ley n° 7.210 de 1942, sobre «Deudas Hipotecarias Determinadas, Condonación y recursos de la Caja de Retiro y Previsión Social de los Ferrocarriles del Estado»; la ley n° 5.575 de 1943, sobre «Construcción y Recursos para la Iglesia Parroquial del Sagrario, Concepción»; la ley n° 9.270, de 1948, sobre «Establecimiento de Normas para la producción de oro y su fomento»; la ley n° 10.255, de 1952, sobre «Cobre establece diferencia de Precios y Beneficio Fiscal»; y la ley n° 11.100 de 1952, sobre «Municipalidades y elección de Regidores».

### Embajador
En 1956, durante el segundo gobierno del presidente Carlos Ibáñez del Campo, fue nombrado como embajador de Chile en Argentina, ejerciendo el cargo hasta 1957. Asimismo, durante el gobierno del presidente Jorge Alessandri, fue designado como embajador de Chile ante la Santa Sede entre 1959 y 1963.

## Otras actividades
Entre las actividades posteriores, fue director general del Banco de Crédito e Inversiones, entre otras empresas mineras. Consejero de El Diario Ilustrado —donde colaboró con importantes temas económicos—, y presidente de la Viña Concha y Toro.
También, fue presidente del Instituto Católico de Migración que funcionaba como agente de la Compañía Internacional de Ginebra y que facilitaba el hogar del inmigrante.
Estuvo toda su vida fuertemente ligado a la Pontificia Universidad Católica, en especial a la Facultad de Economía. También fue consejero de la Sociedad Conferencia San Vicente de Paul de Señoras, Caballero de Honor y Devoción de la Soberana Orden de Malta, y Socio del Club de La Unión y del Club Hípico de Santiago.
Falleció en la ciudad de Valparaíso el 14 de abril de 1990.